# Fuqing

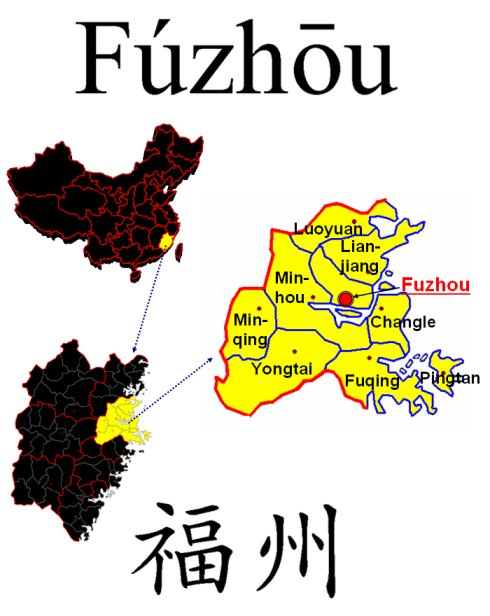
Gliederung der bezirksfreien Stadt Fuzhou

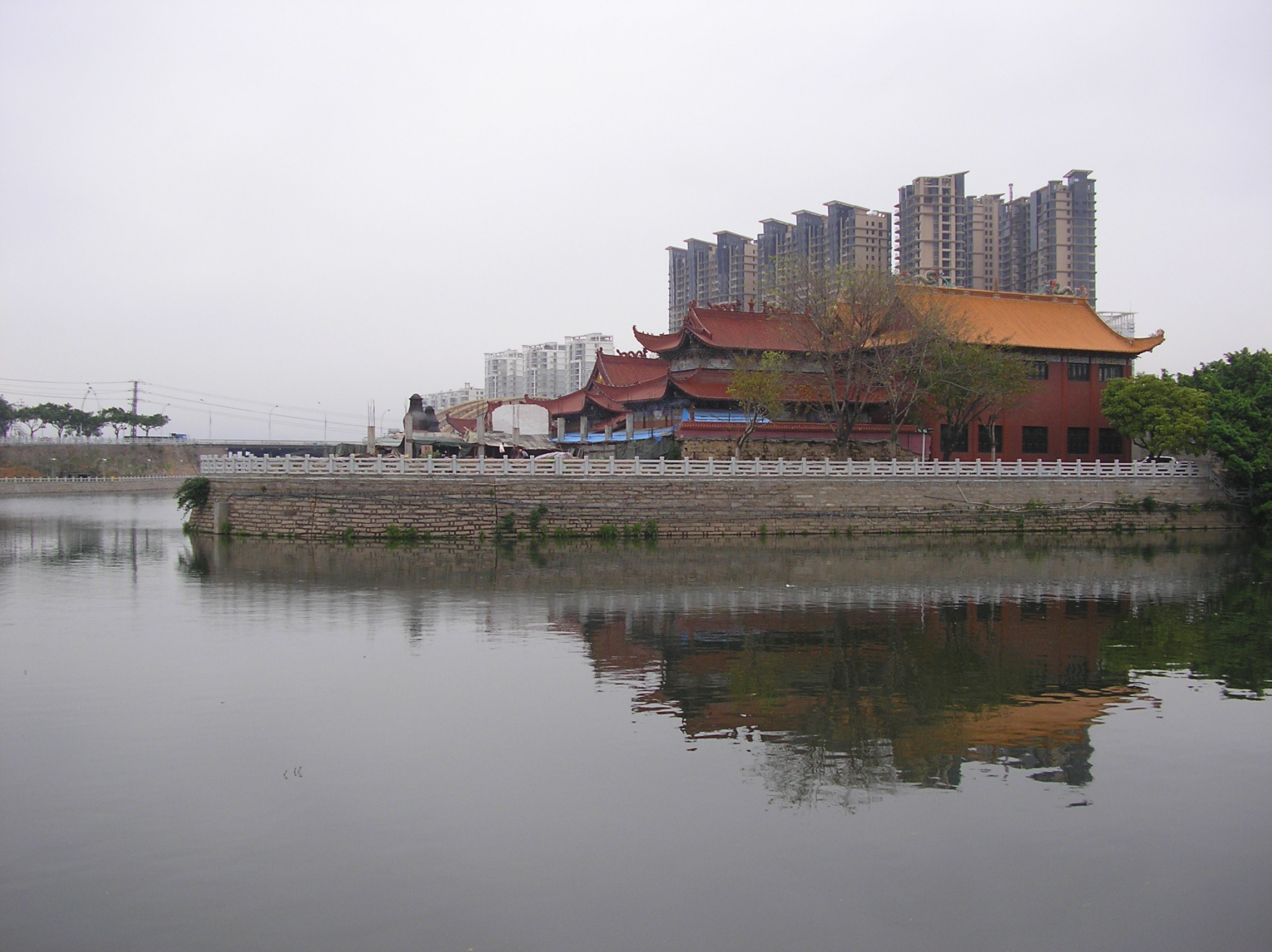
Fuzhou

Fuqing (chinesisch 福清市, Pinyin Fúqīng shì) ist eine kreisfreie Stadt, die zum Verwaltungsgebiet der bezirksfreien Stadt Fuzhou der chinesischen Provinz Fujian gehört. Sie hat über die Taiwanstraße Zugang zum Meer.
- Fläche: 1.770 km²;
- Einwohner: 1.390.487 (Stand: 2020).[1]

- Verwaltungssitz: Straßenviertel Rongcheng (融城街道).

- Bruttoinlandsprodukt pro Kopf: 19.074 Renminbi (entspricht in etwa 1.900 Euro).

## Administrative Gliederung
Auf Gemeindeebene setzt sich Fuqing aus sieben Straßenvierteln, 17 Großgemeinden und zwei Staatsfarmen zusammen. Diese sind:
- Straßenviertel Yuping (玉屏街道), Zentrum, Sitz der Stadtregierung;
- Straßenviertel Longshan (龙山街道);
- Straßenviertel Longjiang (龙江街道);
- Straßenviertel Yinxi (音西街道);
- Straßenviertel Honglu (宏路街道);
- Straßenviertel Shizhu (石竹街道);
- Straßenviertel Yangxia (阳下街道);
- Großgemeinde Haikou (海口镇);
- Großgemeinde Chengtou (城头镇);
- Großgemeinde Nanling (南岭镇);
- Großgemeinde Longtian (龙田镇);
- Großgemeinde Jiangjing (江镜镇);
- Großgemeinde Gangtou (港头镇);
- Großgemeinde Gaoshan (高山镇);
- Großgemeinde Shapu (沙埔镇);
- Großgemeinde Sanshan (三山镇);
- Großgemeinde Donghan (东瀚镇);
- Großgemeinde Yuxi (渔溪镇);
- Großgemeinde Shangjing (上迳镇);
- Großgemeinde Cuo (厝镇);
- Großgemeinde Jiangyin (江阴镇);
- Großgemeinde Dongzhang (东张镇);
- Großgemeinde Jingyang (镜洋镇);
- Großgemeinde Yidu (一都镇);
- Staatsfarm Jiangjin der Überseechinesen (江镜华侨农场);
- Staatsfarm Dongge der Überseechinesen (东阁华侨农场).

## Ethnische Gliederung der Bevölkerung Fuqings (2000)
Der Zensus des Jahres 2000 zählte 1.174.540 Einwohner Fuqings.
| Name des Volkes | Einwohner | Anteil  |
| --------------- | --------- | ------- |
| Han             | 1.165.775 | 99,25 % |
| She             | 5261      | 0,45 %  |
| Hui             | 1349      | 0,11 %  |
| Tujia           | 552       | 0,05 %  |
| Miao            | 441       | 0,04 %  |
| Zhuang          | 189       | 0,02 %  |
| Dong            | 131       | 0,01 %  |
| Yi              | 130       | 0,01 %  |
| Mongolen        | 121       | 0,01 %  |
| Sonstige        | 591       | 0,05 %  |

## Persönlichkeiten
- Joseph Lin Yuntuan (* 1952), römisch-katholischer Geistlicher, Weihbischof in Fuzhou